# Hora H
Hora H é o terceiro álbum do grupo musical Banda Eva, lançado em 11 de julho de 1995 pela gravadora PolyGram (hoje Universal Music).

## Informações
O álbum trouxe a produção de Marco Mazzola. Este trabalho espalhou definitivamente o sucesso da banda por todo o país, chegando a vender 200 mil cópias, impulsionado principalmente pelo sucesso "Me Abraça".

## Lista de faixas
| N.º | Título                                                                               | Compositor(es)                 | Duração |  |
| 1.  | "Cupido Vadio"                                                                       | Davi Salles                    | 3:12    |  |
| 2.  | "Me Abraça"                                                                          | Jorge Xaréu Roberto Moura      | 4:11    |  |
| 3.  | "Beijo Veneno"                                                                       | Cecéu Antônio Barros           | 3:06    |  |
| 4.  | "Naná Naná"                                                                          | Cay Lú Lula Novaes             | 4:22    |  |
| 5.  | "Hora H"                                                                             | Dinha                          | 3:38    |  |
| 6.  | "Tá na Cara"                                                                         | Gonzaguinha                    | 3:06    |  |
| 7.  | "Nabucodonosor"                                                                      | Alfredo Moura                  | 3:09    |  |
| 8.  | "Coleção"                                                                            | Cassiano Paulo Zdanowski       | 2:51    |  |
| 9.  | "Pegue Aí"                                                                           | Cay Lú Jucka Maneiro           | 3:57    |  |
| 10. | "Querer"                                                                             | Salles                         | 3:16    |  |
| 11. | "Manda Ver"                                                                          | Alain Tavares Gilson Babilônia | 4:11    |  |
| 12. | "Pot-pourri de Capoeira: Na Onda do Berimbau / Vi Dois Camarões Sentados / Paranauê" | Oswaldo Nunes Edmundo Carôso   | 3:13    |  |
| 13. | "Neguinho Blues" (Instrumental)                                                      | Paulinho Andrade               | 3:17    |  |